# بيتسفيل (مسيسيبي)
بيتسفيل (بالإنجليزية: Batesville, Mississippi)‏ هي مدينة تقع في الولايات المتحدة في Panola County. يقدر عدد سكانها بـ 7,463 نسمة ومساحتها 28.9 كم2 وترتفع عن سطح البحر 71 متر.

## التركيبة السكانية
حدّد مكتب تعداد الولايات المتحدة بيانات التركيبة السكانية لبيتسفيل في تعداد الولايات المتحدة. في ما يلي، التركيبة السكانية حسب تعدادي 2000 و2010.

### تعداد عام 2000
بلغ عدد سكان بيتسفيل 7,113 نسمة بحسب تعداد عام 2000، وبلغ عدد الأسر 2,577 أسرة وعدد العائلات 1,821 عائلة مقيمة في المدينة. في حين سجلت الكثافة السكانية 137.7 نسمة لكل كيلومتر مربع (356.6/ميل2). وبلغ عدد الوحدات السكنية 2,791 وحدة بمتوسط كثافة قدره 54 لكل كيلومتر مربع (139.9/ميل2).
وتوزع التركيب العرقي للمدينة بنسبة 56.43% من البيض و41.88% من الأمريكيين الأفارقة و0.06% من الأمريكيين الأصليين و0.38% من الأمريكيين ذوي الأصول الآسيوية و0.04% من سكان جزر المحيط الهادئ و0.82% من الأعراق الأخرى و0.39% من عرقين مختلطين أو أكثر و1.60% من الهسبانيون أو اللاتينيون من أي عرق.
بلغ عدد الأسر 2,577 أسرة كانت نسبة 40% منها لديها أطفال تحت سن الثامنة عشر تعيش معهم، وبلغت نسبة الأزواج القاطنين مع بعضهم البعض 44.7% من أصل المجموع الكلي للأسر، ونسبة 21.5% من الأسر كان لديها معيلات من الإناث دون وجود شريك،  بينما كانت نسبة 4.5% من الأسر لديها معيلون من الذكور دون وجود شريكة وكانت نسبة 29.3% من غير العائلات. تألفت نسبة 26.2% من أصل جميع الأسر من عدة أفراد يعيشون في نفس المنزل ونسبة 12.6% كانت تتألف من شخص يعيش بمفرده يبلغ من العمر 65 عاماً أو أكثر. وبلغ متوسط حجم الأسرة المعيشية 2.59، أما متوسط حجم العائلات فبلغ 3.14.
بلغ العمر الوسطي للسكان 32.6 عاماً. وكانت نسبة 27.5% من القاطنين تحت سن الثامنة عشر، وكانت نسبة 9.2% بين الثامنة عشر والرابعة والعشرين عاماً، ونسبة 26.3% كانت واقعةً في الفئة العمرية ما بين الخامسة والعشرين والرابعة والأربعين عاماً، ونسبة 18.4% كانت ما بين الخامسة والأربعين والرابعة والستين، ونسبة 12.6% كانت ضمن فئة الخامسة والستين عاماً فما فوق. يوجد لكل 100 أنثى 85.6 ذكر، ويوجد لكل 100 أنثى في الثامنة عشر من عمرها فما فوق 78.8 ذكر.
بلغ متوسط دخل الأسرة في المدينة 29,875 دولارًا، أما متوسط دخل العائلة فبلغ 38,849 دولارًا. وكان متوسط دخل الذكور 30,998 دولارًا مقابل 22,029 دولارًا للإناث. وسجل دخل الفرد الخاص بالمدينة 15,814 دولارًا. وكانت نسبة 21.9% من العائلات ونسبة 28.7% من السكان تحت خط الفقر، وكان من هؤلاء نسبة 39.2% تحت سن الثامنة عشر ونسبة 27% في الخامسة والستين من العمر وما فوق.

### تعداد عام 2010
بلغ عدد سكان بيتسفيل 7,463 نسمة بحسب تعداد عام 2010، وبلغ عدد الأسر 2,839 أسرة وعدد العائلات 1,921 عائلة مقيمة في المدينة. في حين سجلت الكثافة السكانية 144.4 نسمة لكل كيلومتر مربع (374.0/ميل2). وبلغ عدد الوحدات السكنية 3,105 وحدة بمتوسط كثافة قدره 60.1 لكل كيلومتر مربع (155.7/ميل2).
وتوزع التركيب العرقي للمدينة بنسبة 51.78% من البيض و45.24% من الأمريكيين الأفارقة و0.28% من الأمريكيين الأصليين و0.59% من الأمريكيين ذوي الأصول الآسيوية و1.06% من الأعراق الأخرى و1.06% من عرقين مختلطين أو أكثر و1.98% من الهسبانيون أو اللاتينيون من أي عرق.
بلغ عدد الأسر 2,839 أسرة كانت نسبة 38.2% منها لديها أطفال تحت سن الثامنة عشر تعيش معهم، وبلغت نسبة الأزواج القاطنين مع بعضهم البعض 40.7% من أصل المجموع الكلي للأسر، ونسبة 22% من الأسر كان لديها معيلات من الإناث دون وجود شريك،  بينما كانت نسبة 5% من الأسر لديها معيلون من الذكور دون وجود شريكة وكانت نسبة 32.3% من غير العائلات. تألفت نسبة 29.3% من أصل جميع الأسر من عدة أفراد يعيشون في نفس المنزل ونسبة 12.7% كانت تتألف من شخص يعيش بمفرده يبلغ من العمر 65 عاماً أو أكثر. وبلغ متوسط حجم الأسرة المعيشية 2.57، أما متوسط حجم العائلات فبلغ 3.17.
بلغ العمر الوسطي للسكان 33.0 عاماً. وكانت نسبة 28.7% من القاطنين تحت سن الثامنة عشر، وكانت نسبة 10.5% بين الثامنة عشر والرابعة والعشرين عاماً، ونسبة 24.8% كانت واقعةً في الفئة العمرية ما بين الخامسة والعشرين والرابعة والأربعين عاماً، ونسبة 22.8% كانت ما بين الخامسة والأربعين والرابعة والستين، ونسبة 13.3% كانت ضمن فئة الخامسة والستين عاماً فما فوق. وتوزع التركيب الجنسي للسكان بنسبة 45.2% ذكور و54.8% إناث.

## أعلام
- كالفين شابمان
- ريتشارد إتش لي
- دواين رود
- كليف فينش
- لويس إدوارد أندرسون
- توماس واين
- جون دبليو. كايل